# Jorge Henrique
Jorge Henrique de Souza (Resende, 23 de abril de 1982) é um futebolista brasileiro que atua como meio-campista ou ponta. Atualmente sem clube.

## Carreira

### Início
Revelado pelo Náutico, Jorge Henrique iniciou sua carreira como atacante e fez uma brilhante Série B pelo clube alvirrubro em 2003. Já em 2004, foi um dos grandes nome do Timbu na conquista do título do Pernambucano. Naquele ano, além de ter formado dupla de ataque com Kuki, marcou o segundo gol na histórica vitória alvirrubra sobre o Santa Cruz na final.
Passou ainda por Atlético Paranaense, Santo André, Ceará e Santa Cruz. Teve uma boa passagem pelo Ceará em 2006. Posteriormente foi emprestado para o Santa Cruz, lá, despontou como meio-campista. Chamou a atenção dos dirigentes do Botafogo e, em 2007, assinou contrato por duas temporadas com o clube carioca. A pedido do técnico Cuca, voltou a atuar como atacante.
Jorge Henrique, após ter conseguido seu lugar no clube da Estrela Solitária, tornou-se peça fundamental no esquema tático de Cuca, o popular Carrossel Alvinegro. Escalado como atacante no papel, fazia o papel de ponta e de ala pelo lado esquerdo. Formava o ataque do Botafogo com Dodô, Zé Roberto e Lucio Flavio. Seus dribles curtos e determinação na marcação impressionaram a torcida. Jorge Henrique foi jogador com o maior número de faltas sofridas no Campeonato Brasileiro de 2007. Na temporada seguinte, atuando ao lado de Wellington Paulista, ficou marcado pela ineficiência nas finalizações.

### Corinthians

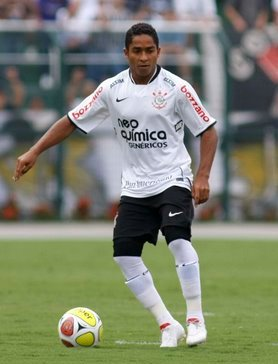
Jorge Henrique pelo Corinthians em 2010

Jorge Henrique fechou com o Corinthians em dezembro de 2008, assinando contrato para a temporada 2009. Em sua partida de estreia, um amistoso contra o Estudiantes, marcou dois dos cinco gols do time. Surpreendentemente, foi um dos jogadores mais importantes da equipe na temporada ao lado do atacante Dentinho, tendo uma importante contribuição nos títulos que o clube conquistou, por exemplo, marcando os gols que abriram o placar dos dois jogos finais da Copa do Brasil, contra o Internacional. Mesmo no restante da temporada, durante a mediana campanha do Corinthians no Brasileirão, o jogador se destacou e para muitos foi o melhor jogador da equipe na competição, tanto que na eleição de craque da torcida, ficou em quarto lugar, atrás apenas de Dejan Petković, Darío Conca e Hernanes.
Em 2010, seu estilo guerreiro e seus gols decisivos o tornaram um dos principais ídolos da torcida Alvinegra. Uma contusão na reta final do Campeonato Brasileiro foi considerado por boa parte da torcida como um dos principais fatores que levaram a perda do título desse ano pelo Timão.
Coadjuvante da conquista do Campeonato Brasileiro de 2011, Jorge Henrique só foi protagonista na última partida do campeonato, quando protagonizou um chute no vácuo, onde gerou a revolta dos palmeirenses. Já em 2012, o atacante foi peça fundamental na equipe de Tite que conquistou a primeira Libertadores da história do Corinthians, de forma invicta. No fim do mesmo ano, foi titular na final do Mundial de 2012, onde o Timão sagrou-se campeão em cima do Chelsea.

### Internacional

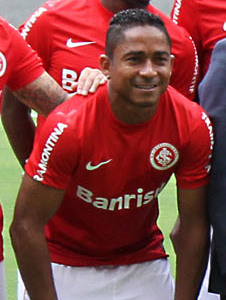
Jorge Henrique no Inter em 2014

Em 12 de junho de 2013, Jorge Henrique foi contratado pelo Internacional. Numa pesquisa realizada pelo portal UOL naquele ano, Jorge Henrique foi eleito, pelos próprios colegas de profissão, como o jogador mais irritante.
Permaneceu no clube até 6 de agosto de 2015.

### Vasco da Gama
Contratado pelo Vasco da Gama em 13 de agosto de 2015, Jorge Henrique assinou contrato até dezembro de 2016. Em 1 de setembro de 2016, prolongou seu contrato até o fim de 2017. No entanto, como não foi aproveitado pelo treinador Cristóvão Borges, assim como também pelo seu sucessor, Milton Mendes, o clube carioca e o jogador concordaram na rescisão contratual em 5 de abril de 2017.

### Figueirense
Em 18 de abril de 2017, Jorge Henrique acertou com o Figueirense para a disputa da Série B. Após o fim do Campeonato Brasileiro, o Figueira renovou o contrato com o jogador até dezembro de 2018.
No dia 8 de abril de 2018, foi campeão do Campeonato Catarinense de 2018, na sétima UF em que é campeão estadual, sendo possivelmente o vencedor de mais estaduais diferentes.

### Retorno ao Náutico
Em dezembro de 2018, Jorge Henrique acertou o seu retorno ao Náutico. Em sua apresentação se mostrou muito emocionado em retornar ao clube em que havia iniciado sua vitoriosa carreira.
Apesar de ter sofrido com uma lesão, foi um dos destaques do time no primeiro semestre de 2019. Ajudou o clube pernambucano a chegar nas semifinais da Copa do Nordeste e na final do Campeonato Pernambucano. No entanto, sofreu uma lesão grave em seu primeiro jogo na Série C que o tirou de combate pelo resto da temporada.

### Brasiliense
Ao sagrar-se campeão do Campeonato Brasiliense de 201, Jorge Henrique tornou-se um dos maiores vencedores nacionais de estaduais (primeira divisão), empatado com Quarentinha, Givanildo Oliveira e Durval, ganhando 12 vezes em oito times de oito UFs.

### North
Já em 2022, venceu a Segunda Divisão do Campeonato Mineiro, que equivale ao terceiro nível do estado, pelo North Esporte Clube, clube que estreava em certame profissional.

## Títulos
Náutico
- Campeonato Pernambucano: 2001, 2002 e 2004[12][13]
- Campeonato Brasileiro - Série C: 2019

Atlético Paranaense
- Campeonato Paranaense: 2005

Ceará
- Campeonato Cearense: 2006

Botafogo
- Taça Rio: 2007 e 2008
- Copa Peregrino: 2008

Corinthians
- Campeonato Paulista: 2009 e 2013
- Copa do Brasil: 2009
- Campeonato Brasileiro: 2011
- Copa Libertadores da América: 2012
- Copa do Mundo de Clubes da FIFA: 2012

Internacional
- Campeonato Gaúcho: 2014 e 2015

Vasco da Gama
- Taça Guanabara: 2016
- Campeonato Carioca: 2016
- Taça Rio: 2017

Figueirense
- Campeonato Catarinense: 2018

Brasiliense
- Campeonato Brasiliense: 2021

North
- Campeonato Mineiro - Segunda Divisão: 2022

Piauí
- Campeonato Piauiense - Segunda Divisão: 2024

### Prêmios individuais
Figueirense
- Melhor Meio-Campo do Campeonato Catarinense: 2018
- Craque do Campeonato Catarinense: 2018